# Elli Overton
Elli Overton (Vancouver, Canadá, 13 de junio de 1974) es una nadadora australiana de origen canadiense retirada especializada en pruebas de cuatro estilos, donde consiguió ser medallista de bronce mundial en 1994 en los 200 metros estilos.

## Carrera deportiva
En el Campeonato Mundial de Natación de 1994 celebrado en Roma (Italia), ganó la medalla de bronce en los 200 metros estilos, con un tiempo de 2:15.26 segundos, tras la china Lu Bin (oro con 2:12.34 segundos) y la estadounidense Allison Wagner  (plata con 2:14.40 segundos).